# Abrollbehälter

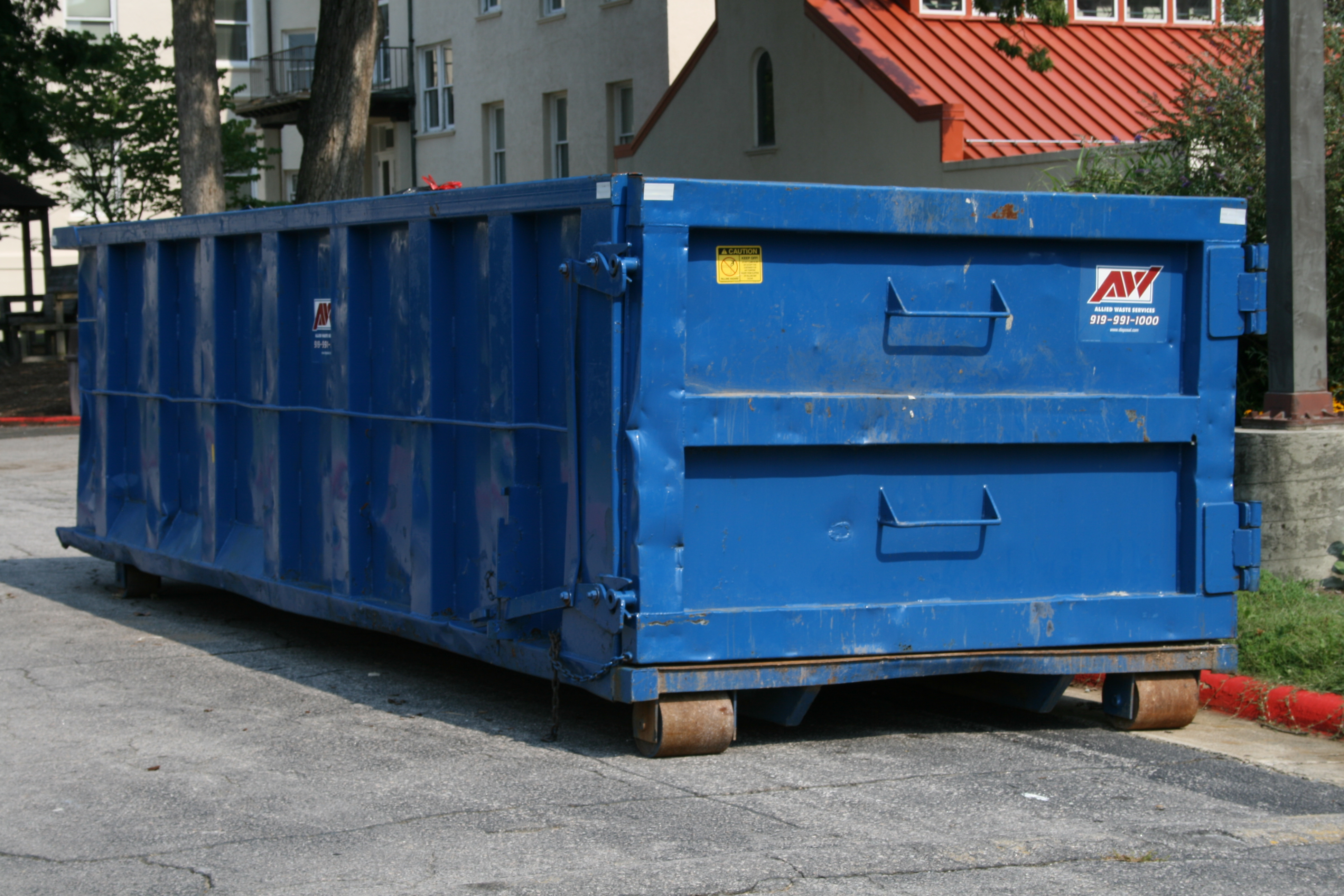
Abrollbehälter zum Transport von Baustoffen, Rollen an der unteren Kante hinten

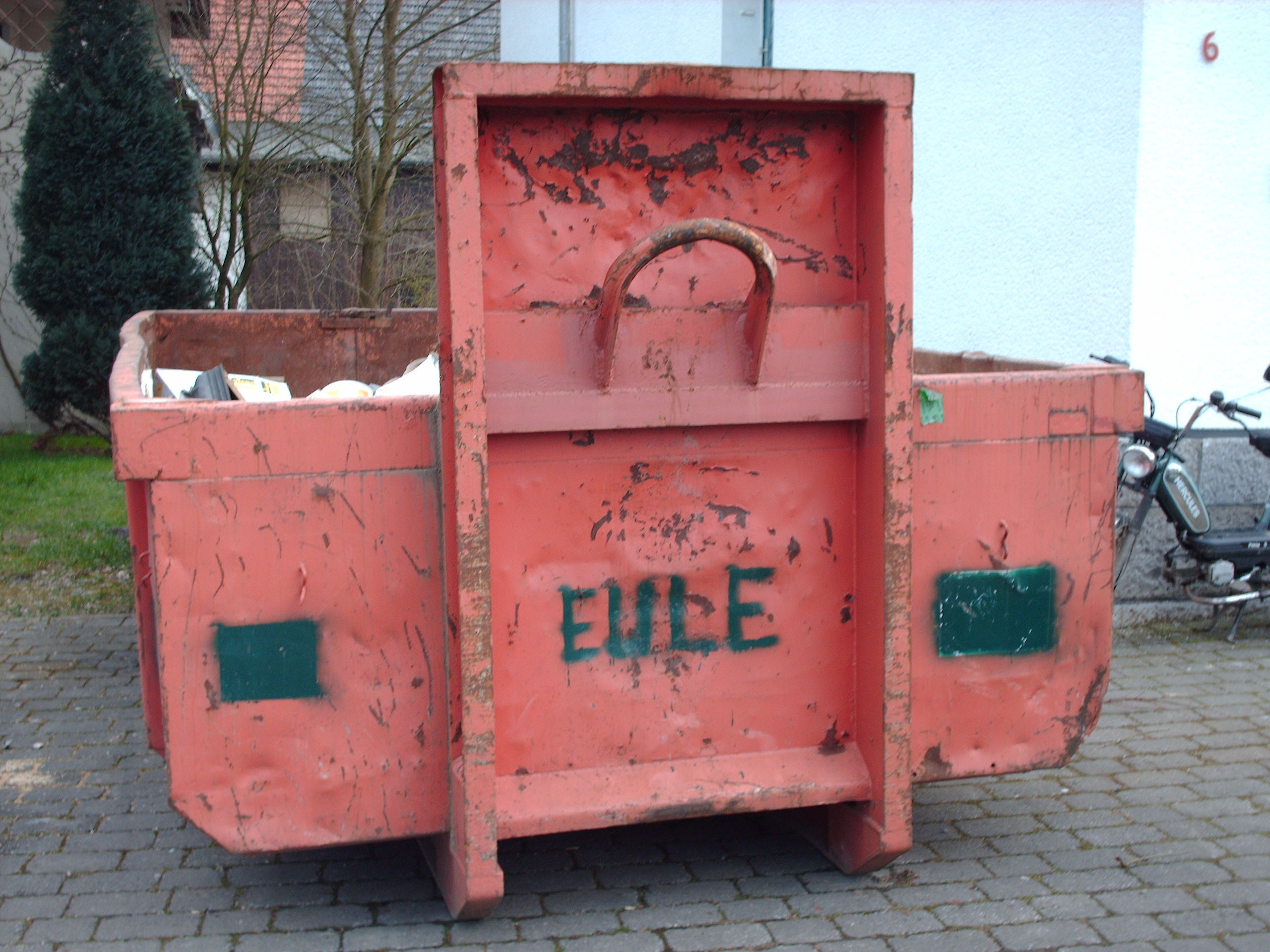
Abrollbehälter zum Transport von Baustoffen, Öse an der vorderen Wand

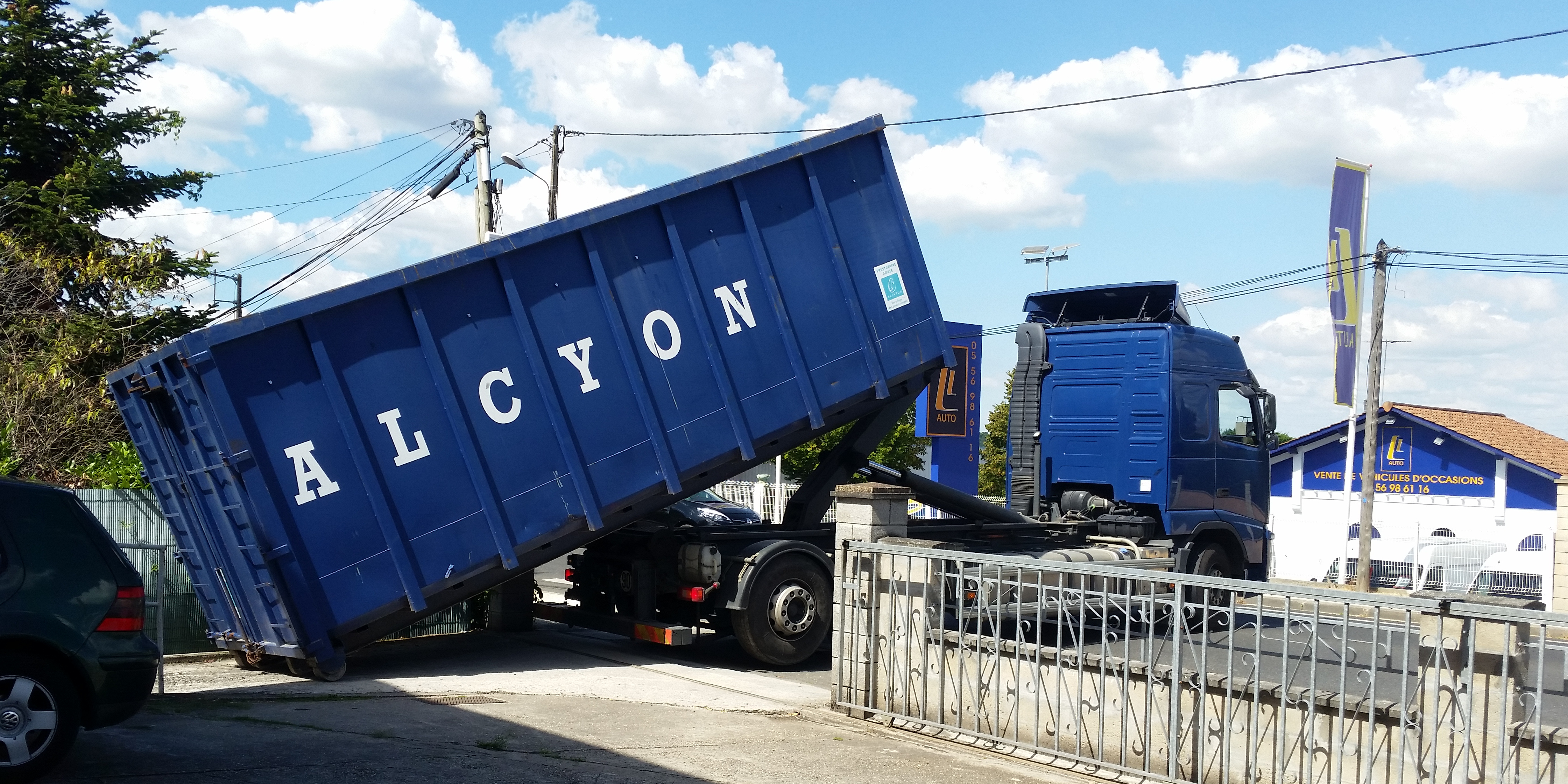
Verladen eines Abrollbehälters vom Boden auf ein Wechselladerfahrzeug

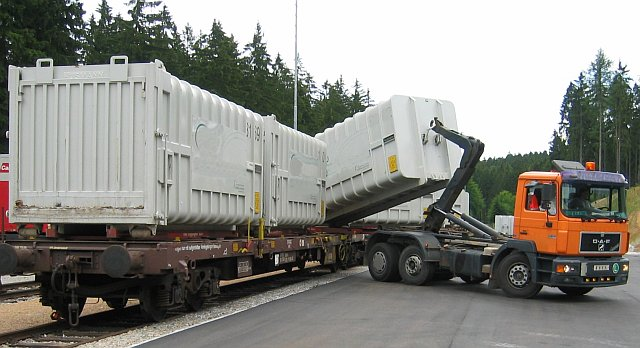
Übernahme eines Abrollbehälters von einem Güterwagen auf ein Wechselladerfahrzeug

Unter einem Abrollbehälter (AB, teilweise auch Abrollcontainer genannt) versteht man einen Behälter zum Transport von Gütern, der auf einem zu ihm passenden Wechselladerfahrzeug (auch Abrollkipperfahrzeug mit passender Wechsellader-Einrichtung) geladen werden kann. Der Abrollbehälter hat die Form eines Quaders mit rechteckiger Grundfläche. An einer schmalen Kante am Boden ist er mit Rollen und an der gegenüberliegenden Wand mit einer vorstehenden Öse oder Ähnlichem versehen. Ein Greifer am Fahrzeug hebt den Behälter an dessen Öse einseitig an. Beim Einziehen des Greifers rollt der Behälter zuerst auf dem Boden zum  Fahrzeug hin, und dann auf Rollen oder einer Gleitstelle an der Fahrzeug-Hinterkante auf dieses hinauf. Das Entladen geschieht gleichermaßen in umgekehrter Schrittfolge. Steht der Behälter auf einer erhöhten Stelle (etwa gleich hoch wie die Ladefläche des Fahrzeugs, z. B. die Ladefläche eines Güterwagens (Flachwagen) mit einer Drehscheibe, auf der der Behälter steht), so wird er auf das Fahrzeug hinüber gezogen.  Das Entladen geschieht gleichermaßen in umgekehrter Schrittfolge.
Der Vorteil von Abrollbehältern ist die Trennung zwischen Behälter und Transportfahrzeug, wodurch die Behälter unabhängig vom Transportfahrzeug zur Be- oder Entladung abgestellt werden können. Abrollbehälter werden vor allem in der Entsorgungslogistik, Baustofflogistik, Forst- und Landwirtschaft eingesetzt. Weitere Anwendungsfelder für Abrollbehälter sind u. a. in der militärischen Logistik, der Gefahrenabwehr sowie in der Kommunalwirtschaft zu finden.

## Ausführung
Durch die Normung der wichtigsten Abmaße und Schnittstellen ist die Austauschbarkeit der Abrollbehälter gewährleistet. Abrollbehälter sind in der Norm DIN 30722 durch den Normenausschuss Kommunale Technik (NKT) standardisiert. Die ersten Teile sind nach der Gesamtmasse des Wechselladerfahrzeugs organisiert (Teil 1 bis 26 t, Teil 2 bis 32 t, Teil 3 bis 16 t); sie wurden erstmals im April 1993 herausgegeben und in der aktuellen Ausgabe vom Februar 2007 überarbeitet. Der inzwischen ersatzlos gestrichene Teil 4 behandelte den intermodalen Verkehr auf Straße und Schiene.

### Abmessungen
Die Straßenverkehrs-Zulassungs-Ordnung (StVZO) in Deutschland begrenzt die Breite des Abrollbehälters auf 2550 mm und die Gesamthöhe des Straßenfahrzeugs inkl. Abrollbehälter auf 4000 mm, siehe auch Nutzfahrzeug/Maße und Gewichte. Die lichte Behälterlänge der DIN-Abrollbehälter folgt einem 250-mm-Raster von 4000 mm bis 7000 mm, wodurch sich ein Nutzvolumen von ca. 6 bis maximal 40 m³ ergibt. Die Rollen nach DIN 30722 haben einen Innenabstand von 1560 und einen Außenabstand von 2160 mm.

### Aufnahmeeinrichtung
Je nach Ausführung der Wechsellader-Einrichtung unterscheiden sich die Aufnahmeeinrichtungen an den Abrollbehältern. Gängige Systeme sind das Haken-, das Seil- und das Kettengerät. Für das Hakengerät sind Abrollbehälter mit einem um 45° nach oben zeigenden Haken mit Querstrebe auf einer Höhe von 1570 mm ausgestattet. Davon abweichend haben Abrollbehälter nach Teil 3 eine Hakenhöhe von 900 mm. Zusätzlich können Abrollbehälter mit einem Seilhaken als Aufnahmeeinrichtung für das Seilgerät und/oder einem Kettenbock als Aufnahmeeinrichtung für das Kettengerät ausgerüstet sein.

### Aufbauten
Der Aufbau eines Abrollbehälters ist nicht genormt und kann je nach Verwendungszweck (innerhalb der Normmaße) sehr unterschiedlich sein. Sie sind in offener (Pritsche, Mulde) oder gedeckter (Koffer) Ausführung, mit Flügeltüren oder mit RID-geprüfter, dichter Klappe sowie als mobile Behälterpresse oder mit verschiedensten Spezialaufbauten usw. erhältlich.

## Einsatzbereiche

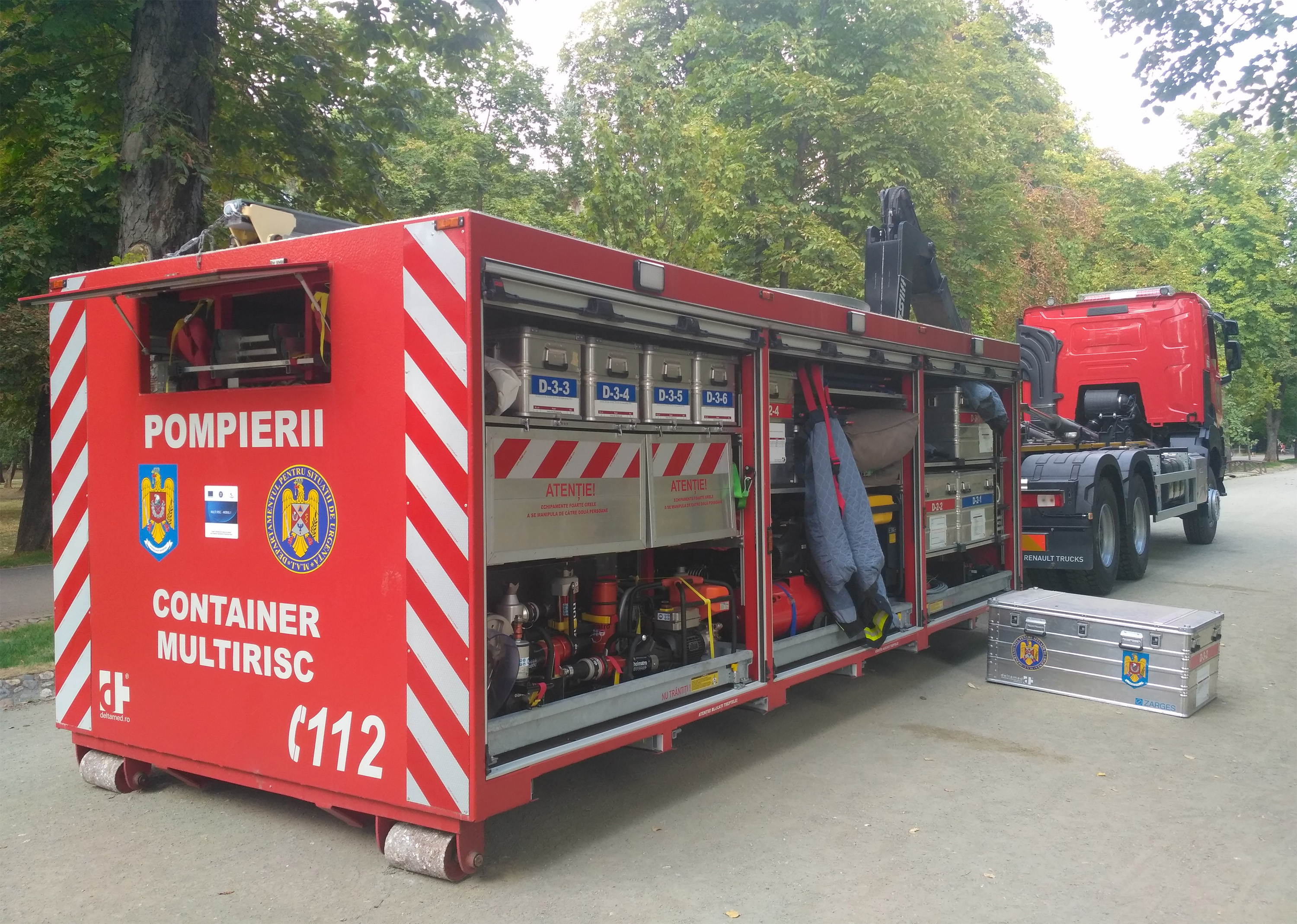
Abrollbehälter der rumänischen Feuerwehr

### Entsorgungslogistik
Abrollbehälter (auch als Gleitabrollbehälter oder Abrollmulde bezeichnet) werden zur Beförderung von festen Abfällen eingesetzt, insbesondere dort wo große Mengen an einem Platz anfallen. Solche Container werden oft als Müllsammelcontainer beispielsweise für Altglas, Altpapier, Bauschutt und Industrieabfall verwendet. Je nach Raumgewicht der Abfälle werden Abrollbehälter mit unterschiedlichen Volumen eingesetzt. 
Mobile Behälterpressen nach DIN 30730 sind kompatibel zu den Abrollbehältern und können von Wechselladerfahrzeugen aufgenommen und transportiert werden.

### Gefahrenabwehr
Bei Feuerwehren und im Katastrophenschutz werden Abrollbehälter hauptsächlich für Nachschub- und Sonderfunktionen eingesetzt. Dafür existieren je nach Anwendungszweck viele verschiedene Aufbauvarianten.

### Militärische Logistik
Die Bundeswehr setzt das Wechselladersystem Multi ein. Ähnliche Systeme werden auch beim österreichischen Bundesheer und der Schweizer Armee eingesetzt. Weitere Anwender sind die US Army (“Palletized load system”) und die British Army (“Demountable Rack Offload and Pickup System”). In der militärischen Logistik werden auch sogenannte Container-Ergänzungsausstattungen (CEA) vorgesehen, mit deren Hilfe 20-Fuß-ISO-Container mit Wechselladerfahrzeuge transportiert werden können.

## Abrollcontainer-Transportsystem (ACTS)
Einige Abrollbehälter sind für den intermodalen Verkehr auf Straße und Schiene geeignet.

## Anmerkung
1. ↑   In der Norm DIN 30722 werden folgende Begriffe benutzt: Aufnahmeeinrichtung für Öse am Behälter und Wechsellader-Einrichtung für Greifer am Fahrzeug.